# 小熊座矮星系
小熊座矮星系 是羅威爾天文台的A.G. Wilson在1954年發現的一個矮橢圓星系，它位於小熊座內，是銀河系的一個衛星星系。這個星系的成員都是老年的恆星，看起來在小熊座矮星系只有極少甚至已經沒有在形成中的恆星。

## 演化歷史
1999年，肯尼斯‧米格爾（Kenneth Mighell）和克里斯多福‧伯克（Christopher Burke）共同使用了哈伯太空望遠鏡，證實在140億年前有一段持續了約20億年之久的恆星形成爆炸期。